# Tangkolo
Tangkolo is een bestuurslaag in het regentschap Kuningan van de provincie West-Java, Indonesië. Tangkolo telt 2689 inwoners (volkstelling 2010).